# 제럴딘 페이지
제럴딘 페이지(Geraldine Page, 1924년 11월 22일 ~ 1987년 6월 13일)는 미국의 배우이다.

## 출연 작품

### 영화
- 스윗 버드 오브 유스 (1962)
- 천사여 고향을 보라 (1972)
- 생쥐 구조대 (1977) - 목소리
- 인테리어 (1978)
- 백야 (1985)
- 바운티풀 가는 길 (1985)
- 프랑켄슈타인의 신부 (1985)

### 텔레비전
- 제6지대 (1972)
- 코작 (1976)
- 하와이 파이브-O (1977)

### 연극
- 이상한 막간극 (1963)
- 세 자매 (1964)
- 욕망이라는 이름의 전차 (1976)